# Paraidya minor
Paraidya minor är en kräftdjursart som beskrevs av Sewell 1940. Paraidya minor ingår i släktet Paraidya och familjen Tisbidae. Inga underarter finns listade i Catalogue of Life.